# Johann Nepomuk Götzl
Johann Nepomuk Götzl war ein deutscher Kaufmann und von 1831 bis 1839 Bürgermeister von Freising.

## Leben
Bereits 1818 war der Freisinger Kaufmann Johann Nepomuk Götzl Mitglied des Freisinger Magistrats geworden.  
Im Mai 1831 wurde er zum Bürgermeister von Freising gewählt und am 20. Juni durch die Regierung bestätigt. 1837 rückte Freising in die Reihe der Städte II. Klasse auf. 1838 wurde der Grundstein für die kgl. Landwirtschafts- und Gewerbeschule erster Klasse gelegt. Das Gebäude wurde auf Kosten des Stadtmagistrates Freising errichtet, welcher infolge der Verlegung des Appellationsgerichtes von Oberbayern aus Freising nach München nach Kompensation suchte.
Nachfolger im Amt des Bürgermeisters wurde im Oktober 1839 Joseph Albin Parth.